# Петрин, Майя
Ма́йя Пе́трин (хорв. Maja Petrin; 3 июля 1972, Загреб — 4 марта 2014, там же) — хорватская актриса.

## Биография и карьера
Родилась в Загребе (СФРЮ). В 1988 году окончила Школу ритма и танца. После этого Петрин семь лет провела в балетном ансамбле комедии и в 1993 году начала изучать актёрское мастерство в Академии драматического искусства в Загребе. Помимо более чем 10-ти ролей в фильмах и телесериалах, она также была известна как театральная актриса, проведя последние 14 лет своей жизни работая в кукольном театре.

## Личная жизнь
Майя была в разводе с актёром Аленом Шалиновичем (род.1968). У бывших супругов был ребёнок.

## Болезнь и смерть
В 2009 году Майя перенесла инфаркт, который сильно ослабил её сердце. 5 лет спустя, 4 марта 2014 года, 41-летняя Петрин скончалась от сердечной недостаточности в своей доме в Загребе (Хорватия).